# Dauren Kystaubajew
Dauren Kystaubajew, pseud. "AdreN" (ur. 4 lutego 1990) – kazachski zawodowy gracz Counter-Strike: Global Offensive, będący riflerem dla organizacji Virtus.pro. Były reprezentant takich formacji jak Astana Dragons, AVANGAR, HellRaisers, dAT Team, FaZe Clan czy Gambit Esports. 17. gracz na liście najlepszych zawodników CS:GO w 2017 roku oraz najlepszy kazachski gracz w historii Counter-Strike’a. Dotychczas w swojej karierze zarobił ok. 424 tysiące dolarów.

## Życiorys
Karierę w CS:GO rozpoczął 9 października 2012 roku, kiedy dołączył do Virtus.pro. 6 czerwca 2013 opuścił formację z powodu spraw osobistych i został zastąpiony przez GuardiaNa. Wrócił na scenę miesiąc później, dołączając do Astana Dragons, które później przekształciło się w HellRaisers. 8 stycznia 2016 roku dołączył do organizacji Gambit Esports, z którą wygrał turniej PGL Major: Kraków 2017, pokonując Immortals w finale. 1 grudnia 2018 roku Dauren opuścił Gambit i dołączył do FaZe Clan jako zmiennik. 25 czerwca 2019 znalazł się w kazachskiej formacji – AVANGAR, z którą zajął 2. miejsce na turnieju StarLadder Major Berlin 2019, przegrywając z Astralis. 16 grudnia AVANGAR zostało przejęte przez Virtus.pro.

## Wyróżnienia indywidualne
- Został uznany najlepszym graczem turnieju PGL Major Kraków 2017[10].
- Został wybrany 17 najlepszym graczem 2017 roku według serwisu HLTV[11].
- Został wybrany 9 najlepszym graczem 2017 roku według serwisu Thorin's Top[12].

## Osiągnięcia
- 1. miejsce – StarLadder StarSeries V
- 1. miejsce – TECHLABS Cup 2013 Kiev
- 2. miejsce – StarLadder StarSeries VII
- 3. miejsce – Electronic Sports World Cup 2013
- 1. miejsce – TECHLABS Cup 2013 Finals
- 3. miejsce – Assembly Winter 2015
- 3/4. miejsce – DreamHack Open Tours 2015
- 1. miejsce – Acer Predator Masters Season 1
- 1. miejsce – CIS Minor Championship – Columbus 2016
- 1. miejsce – Adrenaline Cyber League 2016
- 1. miejsce – Acer Predator Masters Season 3
- 1. miejsce – WESG 2016 Asia Pacific Finals
- 1. miejsce – DreamHack Open Winter 2016
- 2. miejsce – cs_summit 1
- 1. miejsce – DreamHack Open Austin 2017
- 1. miejsce – PGL Major Kraków 2017
- 3/4. miejsce – DreamHack Masters Malmö 2017
- 3/4. miejsce – DreamHack Open Winter 2017
- 1. miejsce – ROG Masters 2017
- 3/4. miejsce – DreamHack Masters Marseille 2018
- 3/4. miejsce – DreamHack Open Tours 2018
- 3/4. miejsce – DreamHack Open Summer 2018
- 3/4. miejsce – ESL One: New York 2018
- 1. miejsce – ELEAGUE CS:GO Invitational 2019
- 1. miejsce – BLAST Pro Series: Miami 2019
- 2. miejsce – StarLadder Berlin Major 2019
- 1. miejsce – BLAST Pro Series: Moscow 2019[13][14]